# Тренёво
Тренёво (до 1948 года Маргальфе́ Ру́сское; укр. Треньове, крымскотат. Rus Marğalfe, Рус Маргъальфе) — исчезнувшее село в Сакском районе Республики Крым (согласно административно-территориальному делению Украины — Автономной Республики Крым), располагавшееся на севере района, в степной части Крыма, примерно в 2,5 километрах юго-западнее современного села Елизаветово.

## История
Впервые в исторических документах поселение встречается в «…Памятной книжке Таврической губернии на 1900 год», согласно которой в усадьбе Маргольфе, Донузлавской волости Евпаторийского уезда, числилось 15 жителей в 2 домохозяйствах. По Статистическому справочнику Таврической губернии. Ч.II-я. Статистический очерк, выпуск пятый Евпаторийский уезд, 1915 год, в Донузлавской волости Евпаторийского уезда числились сёла Маргальфе — 6 дворов с татарскими жителями (все дворы с землёй) в количестве 25 человек приписного населения и 30 — «постороннего», из которых 39 мужчин и 16 женщин. Жители владели 299 десятинами удобной земли. В хозяйствах имелось 46 лошадей, 38 волов, 11 коров и 100 голов мелкого скота. Также числилось Маргальфе (вакуф) — 12 дворов, также с татарскими жителями, в количестве 64 человек приписного населения, из которых 33 мужчины и 31 женщина. Жители землёй не владели, в хозяйствах имелось 28 лошадей, 18 волов, 10 коров и 78 голов мелкого скота, но какое из них было предшественником Маргальфе Русского или Маргальфе Татарского, по доступным источникам не установлено.
После установления в Крыму Советской власти, по постановлению Крымревкома от 8 января 1921 года № 206 «Об изменении административных границ» была упразднена волостная система и село вошло в состав Евпаторийского района Евпаторийского уезда, а в 1922 году уезды получили название округов. 11 октября 1923 года, согласно постановлению ВЦИК, в административное деление Крымской АССР были внесены изменения, в результате которых округа были отменены и произошло укрупнение районов — территорию округа включили в Евпаторийский район. Согласно Списку населённых пунктов Крымской АССР по Всесоюзной переписи 17 декабря 1926 года, в селе Маргальфе, Отешского сельсовета Евпаторийского района, числилось 14 дворов, все крестьянские, население составляло 59 человек, из них 56 русских и 3 украинца.
После освобождения Крыма от фашистов, 12 августа 1944 года было принято постановление № ГОКО-6372с «О переселении колхозников в районы Крыма» и в сентябре 1944 года в район приехали первые новосёлы (150 семей) из Киевской и Каменец-Подольской областей, а в начале 1950-х годов последовала вторая волна переселенцев из различных областей Украины. С 25 июня 1946 года Маргальфе в составе Крымской области РСФСР. Указом Президиума Верховного Совета РСФСР от 18 мая 1948 года, Маргальфе Русское переименовали в Тренёво. 26 апреля 1954 года Крымская область была передана из состава РСФСР в состав УССР. Время включения в состав Наташинского сельсовета пока не установлено: на 15 июня 1960 года село уже числилось в его составе. Ликвидировано до 1968 года, как село Добрушинского сельсовета.